# فاليري ستريلتسوف
فاليري ستريلتسوف (بالروسية: Стрельцов, Валерий Иванович)‏ هو لاعب كرة قدم ومدرب كرة قدم بيلاروسي في مركز الهجوم، ولد في 7 مايو 1948 في Bykhaw ‏ في بيلاروس. لعب مع FC Dnepr Mogilev ‏.